# Lacmellea armata
Lacmellea armata là một loài thực vật có hoa trong họ La bố ma. Loài này được (Pittier) Monach. mô tả khoa học đầu tiên năm 1945.